# Lá khởi vàng chưa nhỉ ?
Lá khởi vàng chưa nhỉ ? là một live concert diễn ra vào hai đêm 27 và 28 tháng 8 năm 2011 tại khán phòng Ngụy Như Kon Tum, Hà Nội của ca sĩ Thu Phương. Đây là live concert đầu tiên của Phương tại Việt Nam sau 9 năm cô sang Hoa Kỳ cư trú. Nó là chương trình thứ 5 nằm trong serie âm nhạc Không gian âm nhạc của đạo diễn Việt Tú và các cộng sự của anh. Đây được đánh giá là chương trình thành công nhất của serie Không gian âm nhạc, đồng thời nó cũng là chương trình kéo dài nhất, lên đến 4 tiếng đồng hồ, số bài hát được trình diễn cũng là nhiều nhất, 30 ca khúc.

## Bối cảnh
Trước khi thực hiện Lá khởi vàng chưa nhỉ ? tại Hà Nội, Phương từng trở về nhiều lần sau một thời gian dài sinh sống và hoạt động âm nhạc ở Mỹ, nhưng đây là lần đầu tiên cô trở lại với tâm thế của một ca sĩ - nhân vật chính của một chương trình ca nhạc lớn.
~Thu Phương
Không gian âm nhạc số 5 là sự trở lại của Phương với khán giả Hà Nội sau 9 năm.

## Danh sách ca khúc
1. Về đây nghe em (intro)
2. Có phải em mùa thu Hà Nội
3. Ngủ ngoan nhé ngày xưa
4. Cho tôi lại từ đầu
5. Quê hương tuổi thơ tôi
6. Điều cuối cùng đợi chờ
7. Dòng sông lơ đãng
8. Đêm nằm mơ phố
9. Chưa bao giờ
10.Không còn mùa thu
11.Mong về Hà Nội
12.Yêu là chết trong lòng*
13.Xin cho tôi*
14.Để dành*
15.Dấu phố em qua*
16.Sáng chủ nhật*
17.Tiếng trống Paranưng*
18.Cô gái đến từ hôm qua
19.Thôi anh hãy về*
20.Biển cạn
21.Un-Break My Heart
22.Dấu chân địa đàng
23.Sóng về đâu
24.Tôi ơi đừng tuyệt vọng
25.Mỗi ngày tôi chọn một niềm vui
26.Về đi em*
27.Tình yêu tôi hát*
28.Khi xưa ta bé (Bang Bang)
29.Bèo dạt mây trôi
30.Người ở đừng về (outro)

Thu Phương trên hình ảnh quảng bá cho live concert Lá khởi vàng chưa nhỉ ? năm 2011.

- Các bài có phần tham gia của khách mời

Toàn bộ diễn biến live concert được tường thuật tại đây:

## Thành phần tham gia sản xuất
- Biên tập nhạc mục: Chu Minh Vũ[25]
- Tổ chức & đạo diễn: Việt Tú
- Đạo diễn âm nhạc: Trần Thanh Phương
- Thanh Phương (guitar)
- Lưu Hà An (piano)
- Trần Thắng (Guitar lead)
- Phan Kiên (Bass)
- Huyền Trung (piano)
- Hùng Cường (drums)
- Riêng với không gian âm nhạc số 5, ban nhạc sẽ bổ sung hai nhạc công đàn dây solo.